# Via verda del Tren dels 40 dies
La Via verda del Tren dels 40 dies és una via verda de la Comunitat de Madrid (Espanya) que parteix de la Via verda del Tajuña al seu pas pel terme municipal de Carabaña i finalitza a Estremera. Té una longitud de 14 quilòmetres.
Segueix part del traçat de l'antic tren dels quaranta dies, també coneguda com a via Negrín, que va ser construïda el 1938 entre Torrejón d'Ardoz i Tarancón en tan sols quaranta dies per proveir a un Madrid assetjat per les tropes franquistes durant la Guerra Civil espanyola.

## Història
Durant la Guerra civil espanyola, Madrid va quedar aïllat pel setge de les tropes Nacionals. La necessitat de comunicar amb la zona de la costa mediterrània, on estava el govern republicà, va fer necessària la construcció d'una via de ferrocarril que comuniqués ambdues zones i que no estigués en mans del bàndol assetjador.
El traçat es va construir utilitzant material ferroviari procedent d'estacions no operatives, com la de les Mates. Per al traçat va caldre construir una desena de túnels, que van arribar a mesurar, en algun cas, fins a 150 metres de longitud. A més es van aixecar tres ponts, un nombre considerable de baixadors i tres estacions. Alguns dels edificis d'aquest traçat es conserven en estat acceptable.
El projecte fou ideat des del Ministeri de Comunicacions de la República, del qual era responsable l'arquitecte Bernardo Giner de los Ríos, i la prefectura d'obres va recaure a les mans dels enginyers de camins Emilio Kowalski i Andrés Arrillaga de la Vega.
En un primer moment es va utilitzar una petita línia ferroviària de via de 60 centímetres d'amplària, que era propietat d'una empresa sucrera de Torrejón d'Ardoz, utilitzant-se l'estació d'aquest tren de via estreta com a inici del traçat de la línia Madrid-Tarancón, on enllaçaria amb la línia ja existent.
La nova via la connectava amb: Mejorada del Campo, Loeches, Pozuelo del Rey, Nuevo Baztán, Villar del Olmo, Orusco, Estremera, Belinchón i Tarancón.
El ferrocarril va ser conegut com a Via de Negrín, ja que va ser el cap del Govern republicà qui va impulsar la construcció del traçat. Els treballadors que es van dedicar a aquesta construcció ferroviària eren, des de voluntaris i efectius del Batalló de Fortificacions de l'Exèrcit Popular de la República, a presos, dels quals un nombre considerable eren religiosos.
El traçat feia 140 quilòmetres de longitud, entre Torrejón d'Ardoz i Villacañas, i encara que es digué que només s'havien utilitzat 40 dies per fer-la, d'on ve el seu nom (encara que també és coneguda com a Via Negrín), al final van ser necessaris 100 perquè la via fóra efectiva.
El traçat es va veure interromput després de la guerra, moment en el qual travessers i rail van ser desmuntats, i retornats a la companyia privada MZA, propietària de les línies, a la qual es va pagar un cànon. Tan sols va quedar operatiu el tram inicial, Torrejón-Mejorada, com a part de l'accés a una planta sucrera de La Poveda.

## Traçat
Actualment la via verda té un traçat d'uns 14 km, entre Carabaña i Estremera, al sud-est de la Comunitat de Madrid.
L'accés a la via verda es fa des de Carabaña, però sense entrar al poble, ja que cal girar a la dreta per la M-221, direcció Estremera i Valdaracete per, més tard, seguir 200 metres fins a creuar un pont sobre el Tajuña, girant de seguida a l'esquerra, lloc en el qual s'inicia la Via Verda del Ferrocarril dels 40 dies.
Aquesta via verda està traçada en paral·lel a una altra via verda, la Via Verda del Tajuña, que discorre paral·lela al riu, encara que la via verda del ferrocarril continua cap al sud-est paral·lela a la carretera, tot allunyant-se del traçat del riu.
El traçat actual ha estat recuperat per la Fundació dels Ferrocarrils Espanyols, dins del programa Vies Verdes. Consisteix en un traçat habilitat amb cinta asfàltica, degudament senyalitzat i amb àrees de descans al llarg del recorregut.
A l'inici de la ruta, la mateixa plataforma serveix per a ambdues vies verdes, la del Tajuña, i la del tren; però a uns 300 metres es produeix el desdoblament de l'asfalt vermell (identificador del ferm de la Via Verda). El carril esquerre, que és el que correspon a Via Verda del Tajuña, segueix camí per la vega del Tajuña, fins a Ambite; el carril dret, el de la Via Verda del Tren, inicia una rampa que gira bruscament (a la dreta) abans d'arribar al cim i enllaça amb el traçat original del ferrocarril dels 40 Dies.
El traçat del tren és irregular, i va tractar d'adaptar-se al terreny pel qual discorre, per la qual cosa va ser necessari excavar una sèrie de trinxeres, seccionant els turons de margues, calcàries, argiles o guixos, deixant al descobert el variat acolorit d'aquestes roques.
La via transcorre una bona estona paral·lela a la carretera M-221, encara que a uns 4 quilòmetres i mig se n'allunya, descendint per la Vega del Carrizales. Als set quilòmetres es passa per sota de la M-221, fent un gir de 180 graus. En arribar al quilòmetre 8,2, hom troba una àrea de descans, en el punt en el qual es produeix la confluència de la carretera a Valderacete, la Via Verda i la Canyada Reial Soriana Oriental, via pecuària transhumant.
A continuació avança fins a deixar la vega del Tajuña i entrar a la Vega del Tajo. En arribar al quilòmetre 12, la via verda torna a trobar-se amb la carretera M-221, i entra en un tram de la traça original del ferrocarril que no està recuperat encara, que creua l'asfalt i es converteix en un camí rural. Per la seva banda, el traçat de la Via Verda continua descendint al costat de la carretera, fins a arribar al quilòmetre 14, moment en què aquesta ruta conclou en arribar a Estremera, ja molt prop de la Comunitat de Castella-la Manxa.